# Puliciphora rata
Puliciphora rata är en tvåvingeart som beskrevs av Borgmeier 1960. Puliciphora rata ingår i släktet Puliciphora och familjen puckelflugor.
Artens utbredningsområde är Costa Rica. Inga underarter finns listade i Catalogue of Life.